# Arnold Steinhardt
Arnold Steinhardt (né en 1937 à Los Angeles, Californie) est un violoniste américain, surtout connu comme le premier violoniste du Quatuor Guarneri.